# Institució Patxot
La Institució Patxot és una institució cultural fundada el 1926 per Rafael Patxot i Jubert.
Rafael Patxot i Jubert va nomenar un patronat, per dirigir la institució, constituït per Eduard Fontserè, director del Servei Meteorològic de Catalunya; Jordi Rubió, director de la Biblioteca de Catalunya; Agustí Duran i Sanpere, Francesc Pujol, de l'Orfeó Català i Josep Maria Batista i Roca, president de la Secció de Folklore del Centre Excursionista de Catalunya.
La institució Patxot englobaria els diversos mecenatges creats anteriorment per Rafael Patxot, amb les anomenades per ell mateix “fundacions familials de recordança”: la Fundació Montserrat Patxot i Rabell (1919), a benefici de noies pobres, preferentment filles de Sant Feliu de Guíxols; la Fundació Maria Patxot i Rabell (1925), que donava beques d’estudis a noies sense mitjans econòmics; la Fundació Montserrat Patxot i Rabell de Patxot (1920), que facilitava pensions de vellesa; els concursos Rafael Patxot i Ferrer (1920) per a estudis històrics, polítics i socials, convocats per l'Acadèmia de Bones Lletres i que guanyaren, entre d'altres, Ferran Soldevila, Constantin Marinescu, i J.A. Vandellòs; i els premis musicals Eusebi Patxot i Llagostera, convocats per l'Orfeó Català (1919) —concursos des del 1927—, guanyats, entre d'altres, per Juli Garreta, Higini Anglès, Eduard Toldrà i Joaquim Zamacois.
Entre algunes altres de les iniciatives més importants promogudes per la Institució Patxot destaquen:
- La "Bibliografia General Catalana", que dirigida per Jordi Rubió, amb la col·laboració del personal de la Biblioteca de Catalunya i del Servei de Biblioteques Populars i d'alumnes de l'Escola de Bibliotecàries, hauria d'abastar tot allò que estava publicat en català.
- El "Repertori de Manuscrits catalans", dirigit per Pere Bohigas, que havia d'aplegar tots els manuscrits en llengua catalana o escrits per catalans.
- La Bibliografia Històrica de Catalunya", dirigida per Agustí Duran i Sanpere, que tenia per objecte recollir els llibres sobre història local de poblacions de Catalunya i els articles o revistes que s'hi referissin.
- L'elaboració del "Refranyer Popular de Catalunya", amb materials de Marià Aguiló, de mossèn Pere Valls, de General Ginestà i Punset, d'Andreu Ferrer Ginard i la contribució de Josep Maria Batista i Roca.
- La publicació de diversos llibres concrets, com Arqueologia litúrgica de mossèn Josep Gudiol, Quaresma de St. Vicent Ferrer del canonge i historiador Josep Sanchis Sivera, els cinc volums que es conservaven del Llibre de les solemnitats de Barcelona d'Agustí Duran i Sanpere i de Josep Sanabre i Sanromà i els números d’Estudis Universitaris Catalans entre 1926 i 1032, entre molts altres.
- Destaca també l'acord establert entre la Institució Patxot i l’Institut d’Estudis Catalans, signat el 1926 per part de l’IEC per Ramon d'Alòs-Moner i de Dou, Lluís Nicolau i d'Olwer i Eduard Fontseré.

Patrocinà també concursos internacionals de dret, a l'Haia, i de meteorologia. Des de l'exili continuà el seu mecenatge, especialment per a l'Onomasticon Cataloniae, de Joan Coromines, i va dotar algunes beques per a estudis a l'estranger. La institució actuà com a marmessor de la fundació Concepció Rabell i Cibils. A través del Concurs de l’Haia volia, en paraules seves, que Catalunya donés, des de l’àmbit internacional, una resposta a la dictadura militar de Primo de Rivera. El concurs estava dotat amb 1.000 lliures esterlines i, a l'empara del Tribunal Permanent de Justícia Internacional de l’Haia, premiava un estudi sobre les influències del dret internacional en el dret públic interior. Una altra iniciativa fou la d’aplegar el Llegendari català.